# Radosław Zdrawkow
Radosław Metodiew Zdrawkow (ur. 30 lipca 1956 roku w Sofii) – bułgarski trener piłkarski, dawniej piłkarz grający na pozycji prawego obrońcy lub defensywnego pomocnika.

## Kariera piłkarska
Karierę piłkarską rozpoczynał w Łokomotiwie Sofia, z którym w ciągu siedmiu lat występów zdobył tytuł mistrza kraju, dwukrotnie grał w finale Pucharu Bułgarii i raz – w sezonie 1979–1980 – awansował do ćwierćfinału Pucharu UEFA.
Po tym ostatnim sukcesie odszedł do lokalnego rywala Łokomotiwu – CSKA, gdzie utrzymał wysoką formę. Sześcioletnia przygoda z najbardziej utytułowanym klubem w kraju okraszona została nie tylko licznymi osiągnięciami zespołowymi (cztery mistrzostwa kraju, dwa Pucharu Bułgarii i dwa Puchary Armii Sowieckiej), ale również indywidualnymi – w 1982 roku Zdrawkow został wybrany na najlepszego piłkarza w Bułgarii.
Po Mundialu 1986 wraz ze swoim kolegą z kadry i klubu Stojczo Mładenowem wyjechał za granicę, do Portugalii. Był zawodnikiem pierwszoligowych GD Chaves, z którym w sezonie 1986–1987 zajął piąte miejsce w lidze, a rok później dotarł do drugiej rundy Pucharu UEFA, i Sportingu Braga oraz drugoligowych FC Paços de Ferreira (wywalczył z nim awans do ekstraklasy) i FC Felgueiros. Piłkarską karierę kończył w barwach Jantry Gabrowo i Liteksu Łowecz.
W drużynie narodowej Bułgarii zadebiutował w 1974 roku. Spełnieniem jego kariery reprezentacyjnej był występ na Mundialu 1986, na którym podopieczni Iwana Wucowa – po raz pierwszy w historii – przebrnęli przez fazę grupową i awansowali do drugiej rundy turnieju, w której przegrali 0:2 z Meksykiem. Zdrawkow zagrał na prawej obronie we wszystkich czterech spotkaniach, w trzech od pierwszej do ostatniej minuty. Z reprezentacją pożegnał się w 1988 roku, w towarzyskim meczu z NRD.

## Sukcesy piłkarskie
- mistrzostwo Bułgarii 1978, finał Pucharu Bułgarii 1975 i 1977, ćwierćfinał Pucharu UEFA 1979–1980 z Łokomotiwem Sofia
- mistrzostwo Bułgarii 1980, 1981, 1982 i 1983, Puchar Bułgarii 1983 i 1985 oraz Puchar Armii Sowieckiej 1985 i 1986 z CSKA
- awans do ekstraklasy portugalskiej w sezonie 1990–1991 z Paços de Ferreira
- Piłkarz roku 1982 w Bułgarii.
- Wybrany do najlepszej jedenastki ligi portugalskiej sezonu 1988–1989.

## Kariera szkoleniowa
W 1993 roku w Liteksie Łowecz rozpoczął pracę szkoleniową, którą kontynuował w Łokomotiwie Sofia, Slawii, Łokomotiwie Płowdiw i Spartaku Warna. Od 1999 roku przez kilka następnych sezonów związany był ze Stojczo Mładenowem, któremu jako asystent pomagał najpierw reprezentacji, a potem w CSKA Sofia.
Następnie (kwiecień-lipiec 2007) szkolił piłkarzy Rodopy Smolan, z którymi w sezonie 2006–2007 nie utrzymał się w lidze; ten sam scenariusz powtórzył jako trener Beroe Starej Zagory (2007–2008).
W lipcu 2008 roku powrócił na stanowisko asystenta szkoleniowca CSKA Sofia, tym razem Dimityra Penewa. Na dłużej związał się z jego następcą, Ljubosławem Penewem. Najpierw pracowali razem w CSKA, później w Liteksie Łowecz (wrzesień 2010 - październik 2011), gdzie zdobyli mistrzostwo kraju. Kiedy w listopadzie 2011 Penewa wybrano na selekcjonera reprezentacji Bułgarii, Zdrawkow po raz drugi w karierze został asystentem trenera kadry.